# Erbo Graf von Kageneck
Erbo Graf von Kageneck (Bonn, 2 de abril de 1918 — Nápoles, 12 de janeiro de 1942) foi um oficial alemão que serviu na Luftwaffe durante a Segunda Guerra Mundial. Foi condecorado com a Cruz de Cavaleiro da Cruz de Ferro com Folhas de Carvalho.

## Sumário da carreira

### Condecorações
- Cruz de Ferro (1939)
  - 2ª classe (14 de maio de 1940)[5]
  - 1ª classe (11 de julho de 1940)[5]
- Distintivo de Ferido em Preto
- Cruz de Cavaleiro da Cruz de Ferro (30 de julho de 1941)[6][7]
  - 39ª Folhas de Carvalho (26 de outubro de 1941)[7][8]

### Promoções
- 8 de novembro de 1939 – Leutnant (segundo-tenente)[9]
- 1 de outubro de 1940 – Oberleutnant (primeiro-tenente)[10]
- postumamente – Hauptmann (capitão)[11]